# Botanophila seungmoi
Botanophila seungmoi este o specie de muște din genul Botanophila, familia Anthomyiidae, descrisă de Suh și Kae Kyoung Kwon în anul 1985.
Este endemică în South Korea. Conform Catalogue of Life specia Botanophila seungmoi nu are subspecii cunoscute.